# پاریباس
پاریباس (به انگلیسی: Paribus) یک شرکت آمریکایی و خالق اپلیکیشن رهگیری قیمت با همین نام است. پس از اینکه کاربر فاکتور خرید خود را با این اپلیکیشن اسکن کرد، این سامانه به بررسی قیمت اجناس و خدمات خریداری شده پرداخته و اگر قیمت موارد مذکور اندکی پس از خرید کاهش یافت، این سامانه با استفاده از نام و ایمیل کاربر با واحد خدمات مشتریان آن فروشگاه تماس گرفته و درخواست دریافت مابه‌التفاوت قیمت را مطرح می‌کند. این اپلیکیشن رایگان است و درآمدش نیز با دریافت ۲۵ درصد از مابه‌التفاوت دریافتی تأمین می‌شود. تا اکتبر سال ۲۰۱۶ این اپلیکیشن بیش از ۷۰۰ هزار کاربر داشت.